# Zacompsia planiceps
Zacompsia planiceps är en tvåvingeart som beskrevs av Günther Enderlein 1927. Zacompsia planiceps ingår i släktet Zacompsia och familjen fläckflugor. Inga underarter finns listade i Catalogue of Life.